# 杜木兹
杜木兹(Dumuzi)或杜姆齊德(Dumuzid)，被称为“牧人神”，产生于苏美尔巴德·提比拉城 ，根据苏美尔国王谱系，他是大洪水前的传奇时期第五王朝的一位国王。这谱系表还指出，杜木兹统治了36000年。

## 在苏美尔史诗文学中
“牧人神杜木兹”也是苏美尔文学中系列史诗的主题。但他也出现在一些描述乌鲁克国王的碑牌中，国王列表中显示他的称号是“渔夫杜木兹德 ”- 一个传说在洪水过后的某个时期(介于“牧人神”卢伽尔班达和吉尔伽美什之间)曾进行过统治的独特人物。
涉及牧人神杜木兹的神话情节有：
- 因南娜下冥界：因南娜下到冥界后，冥国判官阿努纳奇诸神不准她离开冥界，除非她找到一名与她身份地位相称的替身。因南娜在一群鬼卒的跟随下，返回阳世寻找替身。她先后来到了烏瑪城和巴德·提比拉城，但她劝阻鬼卒放过了坐在尘土和破布上的二城保护神。然而，当他们来到乌鲁克后，发现牧人神杜木兹德正坐在富丽堂皇的王座上，立马抓住了他，把他带到阴间做了因南娜的替死鬼。
- 杜木兹和盖什提南娜：因南娜将杜木兹作为她的替身交给鬼卒；他们着手将带走他，但他逃到了他的姐姐-盖什提南娜的家里，鬼卒们追到那里，并在他藏身的牧场上找到了他。
- 杜木兹和他的姐姐：仅有部分片断，在泥板书中，杜木兹的姐姐对他的死亡非常悲伤。
- 杜木兹的梦：在这一情节中，杜木兹梦到了自己的死亡，并告诉盖什提南娜，她告诉他，这是一个征兆，表明他将在乌鲁克邪灵和饥民(也描述为伽勒-“恶魔”)为王位而发起的一次暴动中被推翻。不久，她所说的事情发生了，阿达卜(Adab)、阿克沙克(Akshak)，乌鲁克、乌尔和尼普尔等多地民众联合发动起义。杜木兹不得不四处窜命，数逃次擒，最后在他姐姐盖什提南娜的牧场中被抓获并处死。

## 神祇
后期赞美杜木兹的诗歌和圣歌显示，他后来被认为是巴比伦神-塔木兹的前身。在阿卡德语的吉尔伽美什史诗第六块泥板中，吉尔伽美什拒绝了伊什塔尔(因南娜)的求爱，并提醒她，她伤害了“[她]年轻的情人”塔木兹(杜木兹)，下令他将在“一年后泪水不止”。杜木兹被画为一只断翅之鸟(可能是蓝胸佛法僧或棕胸佛法僧鸟)，正“呆在树林里大叫："我的翅膀"”(泥板书6，II，11-15）。另一种可能被认为是该种鸟的是凤头麦鸡或肉垂麦鸡，这两种鸟都以善长“迷惑表演”著称，一只翅膀好似断了一样地拖在地上，以转移潜在的掠食者对鸟巢的注意。这些鸟悲凄的二音鸣啼声类似阿卡德语"卡普皮"(Kappi)-“我的翅膀！”。
依据巴比伦上古代的一个图表和圣经中人物传承，威廉·沃尔夫冈·哈罗(William Wolfgang Hallo)将杜木兹与半人半鱼的顾问或文化英雄(Apkallu)安-恩利尔达(An-Enlilda)联系了起来，并提出在《创世记》第5章所提出的赛特(Sethite)家谱中，杜木兹和以诺(Enoch)是同一人。

## 资源来源
1. ↑  《世界神话辞典》，“杜木兹<苏-阿>“，第374页，辽宁人民出版社，1989年
2. ↑  达利, 斯蒂芬妮, 《美索不达米亚神话》, 牛津大学出版社, 牛津, 1991年, 第129页, n. 56
3. ↑  桑达斯, 南希·凯., 《吉尔伽美什史诗》, 企鹅图书, 哈蒙兹沃斯, 1960年, 1972年, 第86页
4. ↑  达利, 斯蒂芬妮, 《美索不达米亚神话》, 牛津大学出版社, 牛津, 1991年, 第78-79页
5. ↑  哈罗, 威廉·沃尔夫冈和威廉·凯利·辛普森, 《古代近东历史》, Harcourt Brace Jovanovich, Inc., 纽约, 1971年, 第32页

## 另请参阅
- 苏美尔历史（英语：History of Sumer）
- 美索不达米亚神话（英语：Mesopotamian mythology）